# Riksdagsvalet i Sverige 1994
Riksdagsvalet i Sverige 1994 hölls den 18 september 1994. Det mest konkreta resultatet av valet var att Sverige efter tre år med en borgerlig koalitionsregering fick en socialdemokratisk regering. Efter valet återgick Sverige till de fyraåriga mandatperioder som använts mellan 1924 och 1968.

## Valkampanjen

### Regeringen
Under stora delar av mandatperioden 1991–1994 drogs regeringen med en negativ ekonomisk utveckling. Fram till 1993 hade både statens budgetunderskott och arbetslösheten ökat till 13%, Sveriges BNP hade minskat flera år i rad. Bara 1992 hade drygt 21 000 företag gått i konkurs. Hösten 1992 drabbades Sverige dessutom av en valutakris med konsekvensen att styrräntan ökade till 500% och att riksbanken tvingades överge kronans fasta växelkurs och att istället låta kronan flyta. Kronans rörliga valutakurs sedan hösten 1992 hade inneburit goda tider för exportindustrin, skogsindustrin och bilförsäljningen men detta hade ännu inte betytt minskad arbetslöshet. Regeringen tillsatte den så kallade Lindbeckkommissionen som skulle föreslå åtgärder för att föra Sverige ut ur krisen. Kommissionens förslag, som presenterades våren 1993, innehöll en rad åtgärder så som sänkt bolagsskatt, sänkta ersättningar för människor som inte jobbade, sänkta ingångslöner, att göra det lättare att avskeda respektive anställa folk, att tillåta privata alternativ i den offentliga sektorn, mm. Förslagen vållade häftiga reaktioner, socialdemokratiska tidningen Dagbladet pratade om "Assars statskupp", andra kommentatorer kallade förslagen för "svältkuren" och även fackförbunden TCO och LO var starkt kritiska. Förespråkare för kommissionens förslag pratade om "beska, men nödvändiga piller". Uppskattningsvis hälften eller två tredjedelar av Lindbeckkommissionens förslag genomfördes.
Vid årsskiftet 1993/1994 var 600 000 personer öppet arbetslösa eller deltog i någon arbetsmarknadsåtgärd. Den 10 januari lade finansminister Anne Wibble fram årets statsbudget som visade på ett budgetunderskott på 170 miljarder kronor.  
Inför valrörelsen 1994 presenterade Wibble Natalieplanen (så kallad efter Wibbles barnbarn) som huvudsakligen innehöll besparingar på 100 miljarder kronor. Den 1 juli förklarade Skandias chef Björn Wolrath i en intervju i Dagens Industri att Skandia sedan en vecka hade slutat köpa svenska statsobligationer och uppmanade regeringen att göra krafttag mot underskotten i statsbudgeten.
Den försämrade svenska ekonomin missgynnade de borgerliga partierna som fick allt sämre opinionssiffror 1992 och 1993. Under valkampanjen försökte de positionera sina egna partier gentemot de andra partierna i regeringen. Något gemensamt valprogram presenterades inte av regeringspartierna. 
Folkpartiet under Bengt Westerberg intog en oklar hållning i regeringsfrågan och förklarade att man kunde sitta både i en borgerlig och en socialdemokratisk regering, ett alternativ som socialdemokraterna dock snabbt avfärdade eftersom man såg Folkpartiet och dess finansminister Anne Wibble som en symbol för "systemskiftet" som hade förts under Carl Bildts regering.
I juni avgick miljöminister Olof Johansson ur den borgerliga fyrpartiregeringen efter beslutet att låta bygga Öresundsbron eftersom han tyckte att den skulle leda till ökad biltrafik. Centerpartiets övriga statsråd satt dock kvar i regeringen.
Kristdemokratiska samhällspartiet var nära att åka ur riksdagen efter att blivit utsatta för, som de såg det, en smutsig valkampanj från socialdemokratiska grupper. Stödröster från framförallt moderata sympatisörer tros ha räddat Kristdemokratiska samhällspartiet kvar i riksdagen.

### Socialdemokraterna
Vid en presskonferens den 29 juni 1994 förklarade Moderaternas partisekreterare Gunnar Hökmark att socialdemokraterna tänkte höja skatterna med 80 miljarder om de vann valet. Socialdemokraterna förnekade detta och hänvisade till partiets ekonomiska vårmotion där det endast förutskickades skattehöjningar på 3,7 miljarder.
Socialdemokraterna väntade länge med att lägga fram ett ekonomiskt program, först efter påtryckningar presenterade partiets ekonomiska talesman Göran Persson åtgärder för att förbättra statens budget. Perssonplanen hade som syfte att sanera statsfinanserna samtidigt som slagordet "Den som är satt i är skuld är icke fri" myntades. Den 19 augusti presenterade (S) planen där de presenterade inkomstförstärkningar i statsbudgeten med sammanlagt 61 miljarder kronor.
Även om opinionssiffrorna gick neråt på grund av Perssonplanen så stod det dock klart att det skulle bli regeringsskifte efter valet '94. Den 4 september presenterade SIFO en opinionsundersökning som gav Socialdemokraterna ett stöd på 47,4 procent, en nära 10 procentenheter stor ökning jämfört med föregående val. Samtidigt gick opinionssiffrorna uppåt för Vänsterpartiet och Miljöpartiet. 
Samma dag debatterade den socialdemokratiske partiledaren Ingvar Carlsson mot statsminister Carl Bildt i Gnosjö där Bildt myntade uttrycket "rödgröna röra": "[...] därför då ökar också risken för att vi skulle få den rödgröna röra som nu avtecknar sig. Där du sannolikat inte kommer få någon egen majoritet. Utan där du ska sitta i fru Schymans knä eller herr Schlaugs knä [...]".

### Ny demokrati
Ny demokratis tid under mandatperioden 1991–1994 var en turbulent period för det nyinvalda partiet. Till en början gick det bra för partiet som fick tolv procent i opinionsmätningarna i början av 1992, men vändpunkten blev den ökande invandringen samma år som ledde till att Ny demokratis invandringskritiska retorik betonades allt mer där invandrare konstant kopplades ihop med kriminalitet. Mediernas attityd gentemot Ny demokrati blev allt mer negativ, samtidigt som Bert Karlsson ville fälla regeringen under valutakrisen 1992 för att få uppmärksamhet. Partiet fick allt sämre siffror i opinionsmätningarna samtidigt som den invandringskritiska retoriken blev allt starkare. Även Bert Karlsson gjorde flera kritiserade uttalanden, till exempel sa han om invandringen: "Vi importerar kriminalitet i stort format". Partiet krävde att alla invandrare skulle testas för HIV. Bert Karlsson menar också att det fanns en nazist inom partiet. Därtill kom kontroversiella uttalanden, till exempel sa ledamoten John Bouvin under en riksdagsdebatt att homosexuellt samlag är onaturligt och utropade vid ett annat tillfälle: "Riksdagen kan dra åt helvete". Ett annat problem för partiet var att flera medlemmar ägnade sig åt kriminella aktiviteter så som bankrån, förskingring och svindleri vilket resulterade i att partiet uteslöt ett stort antal medlemmar.
Under våren 1994 förstärktes Ny demokratis interna problem. Bert Karlsson och Ian Wachtmeister hade blivit osams och de olika falangerna inom partiet försökte ta makten. Enligt Karlsson fanns det en splittring inom Ny demokrati mellan Wachtmeister och resten av partiet. Enligt Stig Hadenius gick splittringen tvärs igenom riksdagsgruppen i flera olika frågor. Wachtmeister meddelade att han skulle avgå under våren och en intern maktstrid utbröt inom riksdagsgruppen med upprepade partikongresser som resultat. Harriet Colliander valdes till ny partiledare under våren men enligt Bert Karlsson avsattes Colliander snabbt eftersom hon gick emot partiets förslag. De interna stridigheterna fortsatte och i juni avsattes hon vid en extrainkallad partistämma och ersattes av Vivianne Franzén. Franzén uppmärksammades för mycket kritiska uttalanden om islam och invandring till Sverige, till exempel att barnen snart skulle "tvingas vända sina huvuden mot Mecka för att be." Ny demokrati spelade en sista avgörande roll i riksdagen när de hjälpte regeringen att få igenom vårdnadsbidraget för barn under tre år.

### Vänsterpartiet
I valet 1991 hade Vänsterpartiet svårigheter att klara fyraprocentsspärren och under de efterföljande åren utbröt interna stridigheter som ledde till att flera riksdagsledamöter lämnade partiet. Den mångårige partiledaren Lars Werner avgick 1993 och ersattes av Gudrun Schyman som inte hade någon koppling till de mer kommunistiskt orienterad grupperna inom partiet.

### Miljöpartiet
Miljöpartiet gick till val främst på sänkt arbetstid, grön skatteväxling, krav på att "tygla marknaden" samt sitt motstånd mot ett eventuellt svenskt medlemskap i EU. Folkomröstningen om EU skulle hållas den 13 november samma år.
Miljöpartiet hade fått 3,4 % i riksdagsvalet 1991 och hade därmed inte varit representerat under den gångna mandatperioden. Enligt historikern Torbjörn Nilsson hjälptes partiet dock av att det var representerat i många kommuner och landsting runtom i landet och att det således fanns många aktiva medlemmar. Enligt Stig Hadenius kunde partiets språkrör Birger Schlaug utnyttja faktumet att väljarna litade varken på socialdemokraterna eller de borgerliga när det gällde välfärds- och miljöfrågor.

### Partiernas valaffischer
- För ett mänskligare samhälle. – Kristdemokratiska samhällspartiet

## Valresultat
För mer detaljerade resultat se resultatartikeln på engelska Wikipedia.
|                      |                                     |                                        |           |        |        |                  |                  |
| Parti                | Parti                               | Partiledare                            | Röster    | Röster | Röster | Mandatfördelning | Mandatfördelning |
| Parti                | Parti                               | Partiledare                            | Antal     | %      | +− %   | Antal            | +−               |
|                      | Socialdemokraterna                  | Ingvar Carlsson                        | 2 513 905 | 45,25  | +7,54  | 161              | +23              |
|                      | Moderata samlingspartiet            | Carl Bildt                             | 1 243 253 | 22,38  | +0,46  | 80               | +−0              |
|                      | Centerpartiet                       | Olof Johansson                         | 425 153   | 7,65   | −0,85  | 27               | −4               |
|                      | Folkpartiet liberalerna             | Bengt Westerberg                       | 399 556   | 7,19   | −1,93  | 26               | −7               |
|                      | Vänsterpartiet                      | Gudrun Schyman                         | 342 988   | 6,16   | +1,65  | 22               | +6               |
|                      | Miljöpartiet de gröna               | Marianne Samuelsson och Birger Schlaug | 279 042   | 5,02   | +1,64  | 18               | +18              |
|                      | Kristdemokratiska samhällspartiet   | Alf Svensson                           | 225 974   | 4,07   | −3,07  | 15               | −11              |
|                      | Ny demokrati                        | Vivianne Franzén                       | 68 663    | 1,24   | −5,49  | 0                | −25              |
|                      | Sverigedemokraterna                 | Anders Klarström                       | 13 954    | 0,25   | +0,12  | 0                | +−0              |
|                      | Sjöbopartiet                        | Sven-Olle Olsson                       | 8 647     | 0,16   | -0,35  | 0                | +−0              |
|                      | Socialistiska partiet               | (uppgift saknas)                       | 7 827     | 0,14   | +0,14  | 0                | +−0              |
|                      | Ny Framtid                          | Sune Lyxell                            | 4 960     | 0,09   | +0,09  | 0                | +−0              |
|                      | Sveriges pensionärers intresseparti | (uppgift saknas)                       | 2 777     | 0,05   | —      | 0                | +−0              |
|                      | Enhet                               | (uppgift saknas)                       | 2 003     | 0,04   | +0,02  | 0                | +−0              |
|                      | Övriga partier                      | —                                      | 19 615    | 0,35   | —      | —                | —                |
|                      | Röda blocket (s, v)                 | –                                      | 2 856 893 | 51,41  | +9,19  | 183              | +26              |
|                      | Borgerliga blocket (m, fp, kd, c)   | –                                      | 2 293 936 | 41,29  | −5,39  | 148              | −22              |
| Antal giltiga röster | Antal giltiga röster                | Antal giltiga röster                   | 5 555 540 | 100,00 |        | 349              |                  |
| Blanka röster        | Blanka röster                       | Blanka röster                          | —         |        |        |                  |                  |
| Ogiltiga röster      | Ogiltiga röster                     | Ogiltiga röster                        | 84 853    |        |        |                  |                  |
| Totalt               | Totalt                              | Totalt                                 | 5 640 393 |        |        |                  |                  |

Det socialistiska blocket (S och V) fick sammanlagt 51,4 procent medan det borgerliga blocket (C, FP, KD och M) fick 41,3 procent av rösterna. Miljöpartiet fick 5 procent och kom för andra gången in i riksdagen, men stod återigen utanför blockpolitiken. Det socialistiska blocket hade alltså vunnit valet med en marginal på 5,1 procent över miljöpartiet och det borgerliga blocket.
Antalet röstberättigade var 6 496 365 personer och antalet röstande var 5 640 393 personer vilket ger ett valdeltagande på 86,82 procent, en uppgång med 0,09 procent jämfört med föregående riksdagsval.
Riksdagsvalet medförde att Socialdemokraterna och Vänsterpartiet återvann majoriteten med tillsammans 183 mandat. Ny demokrati åkte ur riksdagen, medan Miljöpartiet de gröna återkom med 18 mandat.

## Regeringsbildning
Dagen efter valet, måndagen den 19 september, lämnade statsminister Carl Bildt in sin ansökan om entledigande till talman Ingegerd Troedsson. Talmannen entledigade omedelbart statsministern och övriga statsråd. Därefter samtalade talmannen med ledarna för de partier som hade invalts i riksdagen och överlade därefter med de vice talmännen. Senare samma dag uppdrog talmannen åt socialdemokraternas partiledare Ingvar Carlsson att undersöka förutsättningarna för att bilda en regering med bredast möjliga underlag.
Under valrörelsen hade Folkpartiets Bengt Westerberg uttryckt intresse för att bilda en koalitionsregering mellan sitt parti och Socialdemokraterna, förutsatt att Folkpartiet inte fick ett sämre valresultat jämfört med riksdagsvalet 1991. Efter valet spekulerades det i om Socialdemokraterna skulle genomföra detta trots att Folkpartiet gick tillbaka. Ingvar Carlsson hade inledande kontakter med Westerberg på tisdagen och onsdagen.
Två dagar senare meddelade Ingvar Carlsson talmannen att hans uppfattning var, efter att ha haft kontakt med samtliga partiföreträdare, att en enpartiregering bestående av socialdemokrater och med ett brett samarbete också över blockgränsen skulle ha bäst förutsättningar. Talmannen samrådde därefter med övriga partiföreträdare och överlade med vice talmännen. Efter dessa samråd gav talmannen Ingvar Carlsson i uppdrag att undersöka förutsättningarna för att bilda en enpartiregering med erforderligt stöd i riksdagen. Den 22 september meddelade Ingvar Carlsson talmannen att förnyade kontakter med partiledare visade att han skulle få erforderligt stöd för att bilda en enpartiregering. Ingvar Carlsson fick i uppdrag att fullfölja förberedelsearbetet med att bilda en ny regering. Den tillträdande talmannen Birgitta Dahl (s) informerades om förberedelsearbetet för bildandet av en ny regering av Ingegerd Troedsson den 28 september.
Birgitta Dahl valdes till talman den 3 oktober och övertog då arbetet med regeringsbildningen. Hon sammanträffade med partiledarna och de vice talmännen samma dag.
Tisdagen den 4 oktober föreslog talmannen riksdagen "att till ny statsminister utse Ingvar Carlsson, som avser att bilda en regering bestående av företrädare för Arbetarepartiet socialdemokraterna".
Riksdagen prövade talmannens förslag torsdagen den 6 oktober. Innan omröstningen avgavs röstförklaringar av företrädare för samtliga partier utom Socialdemokraterna.
- Lars Tobisson (m) framhöll att Moderaterna röstade nej då de ansåg att det fanns en bättre lösning och att de avstod när talmannens förslag framstår som en naturlig följd av det parlamentariska läget. Mot denna bakgrund skulle Moderaterna – på samma sätt som i motsvarande situation 1982 – avstå i omröstningen, vilket inte innebar något omdöme om den blivande regeringens politik.[30]
- Per-Ola Eriksson (c) uttalade att valet av statsminister enligt Centerpartiets uppfattning är en fråga om att pröva huruvida talmannens förslag stämmer överens med den parlamentariska princip som är utformad i grundlagen. Centerpartiet ansåg att talmannens förslag var i enlighet med den parlamentariska situationen och skulle därför avstå i omröstningen. Detta innebar inte på något sätt ett ställningstagande till den politik som regeringen Carlsson avsåg att föra.[30]
- Lars Leijonborg (fp) menade att Sverige behövde en majoritetsregering. Enligt Folkpartiets tolkning av regeringsformen gäller det att bedöma om den föreslagna lösningen av regeringsfrågan är den bästa. Däremot ser partiet inte omröstningen som ett ställningstagande till den föreslagna statsministerns lämplighet som regeringsbildare eller till den tillträdande regeringens politik. I diskussionerna med talmannen hade Folkpartiet förordat att möjligheterna att åstadkomma en majoritetsregering genom en koalition över blockgränserna borde prövas. "Ingvar Carlsson fick också talmannens uppdrag att sondera möjligheten att bilda en så bred regering som möjligt. Men enligt vår uppfattning prövade han aldrig på ett seriöst sätt möjligheten att bilda en majoritetsregering." Folkpartiet skulle därför rösta nej till förslaget att utse Ingvar Carlsson till statsminister med uppdrag att bilda en socialdemokratisk minoritetsregering. I detta, framhöll Lars Leijonborg, låg ingen värdering av Ingvar Carlssons personliga lämplighet för uppgiften som regeringsbildare och inte heller någon värdering av den politik den nya regeringen skulle komma att föra.[30]
- Gudrun Schyman (v) uttalade att Vänsterpartiet efter samtal med Ingvar Carlsson skulle rösta för en socialdemokratisk statsminister, eftersom det skapade förutsättningar för att genomföra viktiga delar av partiets politik. Vänsterpartiet skulle dock sakligt pröva den socialdemokratiska regeringens alla olika förslag.[30]
- Marianne Samuelsson (mp) anförde att Miljöpartiet hade förordat en regering med bredast möjliga majoritet. För att partiet aktivt skulle stödja Ingvar Carlsson hade det velat ha utfästelser om att kärnkraften skulle komma att börja avvecklas under mandatperioden, vilket partiet inte hade fått. Miljöpartiet skulle därför avstå i voteringen.[30]
- Alf Svensson (kds) konstaterade att talmannens förslag var naturligt med hänsyn till valutslaget och de deklarationer som under valrörelsen hade gjorts av representanter för Miljöpartiet och Vänsterpartiet. Detta skulle inte uppfattas som ett ställningstagande till den blivande regeringens politik.[30]

Vid omröstningen röstade 180 ledamöter (s och v) ja till förslaget och 26 ledamöter (fp) nej. Avstod från att rösta gjorde 130 ledamöter (m, c, mp och kds). Riksdagen hade alltså godkänt talmannens förslag och utsett Ingvar Carlsson till statsminister. Talmannen utfärdade samma dag på riksdagens vägnar förordnande för statsministern.
En vecka efter valet meddelade Bengt Westerberg att han skulle avgå efter 11 år som partiledare för Folkpartiet.
Den 7 oktober tillträdde regeringen Carlsson III vid en traditionsenlig konselj på Stockholms slott under konung Carl XVI Gustafs ordförandeskap. Den 18 augusti 1995 meddelade Ingvar Carlsson att han ämnade avgå som partiordförande och statsminister vid en extrainsatt partikongress kommande vår, och finansminister Göran Persson valdes till Socialdemokraternas nya partiordförande och efterträdde därmed även Ingvar Carlsson som Sveriges statsminister. Regeringen Persson tillträdde den 22 mars 1996.